# Chukuwen
Chukuwen är ett berg i Mikronesiens federerade stater. Det ligger i kommunen Weno-Choniro och delstaten Chuuk, i den västra delen av landet, 700 km väster om huvudstaden Palikir. Toppen på Chukuwen är 236 meter över havet.